# 永瀬狂三
永瀬 狂三（ながせ きょうぞう、1877年10月23日 - 1955年1月21日）は、大正・昭和戦前期の建築家。東京帝国大学建築学科卒業。京都帝国大学営繕組織に在籍して京都市を中心に活動したことから、京都大学に多くの作品を残している。

## 経歴
1877年（明治10年）、愛知県渥美郡田原（現・田原市）に生まれる。祖父は田原藩国元家老の鈴木弥太夫で、父・永瀬誉の代から永瀬姓を名乗った。「狂三」の名前は、『論語』子路篇の「不得中行而与之、必也狂狷乎、狂者進取、狷者有所不為也（中行を得てこれに与せずんば、必ずや狂狷か、狂者は進みて取り、狷者は為さざる所あり）」に由来している。
1906年（明治39年）10月、東京帝国大学建築学科を卒業。横浜市にある下田菊太郎の事務所（下田築造合資会社）を経て、1908年（明治41年）からは辰野・片岡設計事務所で働く。1909年（明治42年）3月に京都帝国大学建築部で嘱託となり、山本治兵衛の下で大学施設の建築を手がけた。
1917年（大正6年）には京都帝国大学工学部の講師となる。1919年（大正8年）10月、在任中に死去した山本の跡を継ぎ、建築部長となる。組織改編により、1920年（大正9年）には営繕課長となる。以後、1929年（昭和4年）1月に退職するまでの10年間、京都帝国大学の営繕組織を率い、拡大を続ける大学施設の建設を手がけた。京都帝国大学では初代建築部長を務めた山本治兵衛や建築学科教授だった武田五一の存在感が大きく、永瀬個人の代表的作品は少ないとされる。大学外では、福井県敦賀市の大和田銀行本店（現・敦賀市立博物館）などを設計している。
1920年（大正9年）には京都高等工芸学校（現・京都工芸繊維大学）講師となり、後進の指導にあたった。京都帝国大学営繕課長退職後の1935年（昭和10年）には京都工学校校長となり、1945年（昭和20年）までその職にあった。
1955年（昭和30年）死去。77歳。

## 主な作品
| 建造物名                                                      | 年                 | 所在地             | 状態           | 備考                       |
| ------------------------------------------------------------- | ------------------ | ------------------ | -------------- | -------------------------- |
| 京都大学学生集会所                                            | 1912年（明治45年） | 京都府京都市左京区 | 現存せず       |                            |
| 旧京都帝国大学寄宿舎 （現・京都大学吉田寮現棟）               | 1913年（大正2年）  | 京都府京都市左京区 |                | 山本治兵衛と共同設計       |
| 京都大学文学部陳列館                                          | 1914年（大正3年）  | 京都府京都市左京区 | 登録有形文化財 | 山本治兵衛と共同設計       |
| 京都大学旧生理学教室研究室 （現・京都大学医学部推進センター） | 1914年（大正3年）  | 京都府京都市左京区 |                |                            |
| 成章館中学講堂兼武道場                                        | 1916年（大正5年）  | 愛知県田原市       | 現存せず       |                            |
| 田原中部尋常小学校奉安殿                                      | 1916年（大正5年）  | 愛知県田原市       | 現存せず       |                            |
| 京都大学農学部附属農場園芸実験室                              | 1924年（大正13年） | 京都府京都市       | 現存せず       |                            |
| 京都大学理学部附属地球物理学研究所                            | 1924年（大正13年） | 大分県別府市       | 登録有形文化財 |                            |
| 京都大学本部本館                                              | 1925年（大正14年） | 京都府京都市左京区 |                | 武田五一・坂静雄と共同設計 |
| 旧大和田銀行本店 （現・敦賀市立博物館）                       | 1927年（昭和2年）  | 福井県敦賀市       | 重要文化財     |                            |
| 敦賀町庁舎                                                    | 1933年（昭和8年）  | 福井県敦賀市       | 現存せず       |                            |
| 崋山文庫                                                      | 1934年（昭和9年）  | 愛知県田原市       |                |                            |

- 京都大学学生集会所
- 京都大学医学部推進センター
- 京都大学理学部附属地球物理学研究所
- 敦賀市立博物館
- 崋山文庫